# Premi Internacional d'Assaig Jovellanos
El Premi Internacional d'Assaig Jovellanos, que té periodicitat anual, va ser instituït en 1994 per l'Editorial Nobel, d'Oviedo (Astúries), en complir-se el dos-cents cinquanta aniversari del naixement de l'asturià Gaspar Melchor de Jovellanos, un dels homes d'esperit més universal de la cultura espanyola, per a qui cap branca del saber va ser aliena.
El premi consisteix en 9.000 euros, un diploma i l'edició del llibre, i el seu propòsit és distingir creacions originals i inèdites que suposin una aportació rellevant en els camps del pensament, les humanitats, les ciències socials i de la naturalesa, escrites per autors de qualsevol país del món.

## Guanyadors
| Any  | Autor                                       | Obra                                                                                 |
| ---- | ------------------------------------------- | ------------------------------------------------------------------------------------ |
| 1994 | Antonio Fernández-Rañada Menéndez de Luarca | Los muchos rostros de la ciencia                                                     |
| 1995 | Emilio Lamo de Espinosa                     | Sociedades de cultura, sociedades de ciencia                                         |
| 1996 | Gabriel Bello Reguera                       | La construcción ética del otro                                                       |
| 1997 | Javier Tusell                               | La revolución posdemocrática                                                         |
| 1998 | Carlos Castilla del Pino                    | El delirio, un error necesario                                                       |
| 1999 | Pedro Laín Entralgo                         | Qué es el hombre. Evolución y sentido de la vida                                     |
| 2000 | John Searle                                 | Razones para actuar. Una teoría del libre albedrío                                   |
| 2001 | Amando de Miguel                            | Las profecías no se cumplieron                                                       |
| 2002 | Emilio González Ferrín                      | La palabra descendida. Un acercamiento al Corán                                      |
| 2003 | Félix Duque                                 | Los buenos europeos. Hacia una filosofía de la Europa Contemporanea                  |
| 2004 | Fernando Zalamea Traba                      | Ariadna y Penélope. Redes y mixturas en el mundo contemporáneo                       |
| 2005 | Sophie Bessis                               | Las emergencias del mundo. Economía, poder, alteridad                                |
| 2006 | Enrique Gil Calvo                           | La ideología española                                                                |
| 2007 | Adela Cortina                               | Ética de la razón Cordial                                                            |
| 2008 | Rosa María Rodríguez Magda                  | Inexistente Al-Andalus. De cómo los intelectuales reinventan el Islam                |
| 2009 | Jesús Manuel Martínez                       | Salvador Allende                                                                     |
| 2010 | Víctor Pérez Díaz                           | Universidad, ciudadanos y nómadas                                                    |
| 2011 | José Manuel Sánchez Ron                     | La Nueva Ilustración, Ciencia, Tecnología y Humanidades en un mundo interdisciplinar |
| 2012 | Manuel Cruz                                 | Adiós, historia, adiós                                                               |
| 2013 | Antonio Garrigues Walker                    | España, las otras transiciones                                                       |
| 2014 | Xosé Luis Barreiro Rivas                    | La España evidente                                                                   |
| 2015 | Benigno Pendás García                       | Democracias inquietas. Una defensa activa de la España constitucional.               |
| 2016 | Juan Pedro Aparicio                         | Nuestro desamor a España: cuchillos cachicuernos contra puñales dorados              |
| 2017 | Amador Menéndez Velázquez                   | Historia del futuro                                                                  |
| 2019 | Rosa Navarro Duran                          | Secretos a voces. Historia y política bajo la ficción literaria                      |
| 2020 | Luis Roda García                            | Cunas, tumbas y huellas                                                              |
| 2021 | Anna Caballé Masforroll                     | El saber biográfico                                                                  |
| 2022 | Remedios Zafra                              | El bucle invisible                                                                   |
| 2023 | Begoña Quesada                              | En defensa de la imaginación                                                         |
| 2024 | Juan Soto Ivars                             | La trinchera de las letras                                                           |